# SINGLE 3
『SINGLE 3』（シングル スリー）は、[Alexandros]の通算23枚目のシングル。2025年2月26日にユニバーサルミュージックから発売された。

## 概要
- CDシングルとしては、前作『SINGLE 2』から約5か月振りのリリース。
- 2024年3月に川上と磯部の母校である青山学院大学にて開催されたライブ「Back To School!! celebrating Aoyama Gakuin's 150th Anniversary」より冒頭に披露された5曲のライブ映像が収録される[5][6]。
- 「SINGLE 1」「SINGLE 2」同様表題曲は存在しないが本作は「金字塔」がリードトラックであることが明らかになっている。
- アートワークは、「SINGLE 1」「SINGLE 2」に引き続きクリエイター集団・kidzfrmnowhere.が担当した。

## 収録内容

### CD
| 全作詞・作曲: 川上洋平。 |                     |          |            |
| #                        | タイトル            | 作詞     | 作曲・編曲 |
| 1.                       | 「金字塔」          | 川上洋平 | 川上洋平   |
| 2.                       | 「Coffee Float」    | 川上洋平 | 川上洋平   |
| 3.                       | 「Stimulator (:D)」 | 川上洋平 | 川上洋平   |

### DVD/Blu-ray
| #  | タイトル       | 作詞 | 作曲・編曲 |
| -- | -------------- | ---- | ---------- |
| 1. | 「Aoyama」     |      |            |
| 2. | 「todayyyyy」  |      |            |
| 3. | 「Dracula La」 |      |            |
| 4. | 「Droshky!」   |      |            |
| 5. | 「無心拍数」   |      |            |

## 楽曲解説
1. 金字塔
  - テレビ朝日系木曜ドラマ『プライベートバンカー』主題歌[7][8]。1月9日には、ドラマとコラボしたプロモーションビデオが公開された[9]。
  - 2025年1月11日に川上がレギュラー出演しているTOKYO FM「おと、をかし」にて初オンエアされた[9]。1月15日に先行配信された[10]。
  - 2024年末頃に製作された[11]。楽曲製作においてのタイアップ先からの指定は少なく、ビートのイメージを確認した程度だという[11]。完成した本楽曲は一発で採用された[11]。
  - 歌詞は、川上がドラマの台本を読んだ上で書いたもの[11]。本楽曲の製作において歌詞の執筆が難しかったと振り返っている[11]。
  - 過去のオマージュが多く取り入れられた楽曲[11]。冒頭のドラムは「Waitress, Waitress!」のオマージュである[11]。
2. Coffee Float
3. Stimulator (:D)
  - アルバム『Me No Do Karate.』収録の「Stimulator」のリアレンジバージョン[5][12]。